# Аптекарский мост
Апте́карский мост — автодорожный железобетонный мост комбинированной системы через реку Карповку в Петроградском районе Санкт-Петербурга, соединяет Петроградский и Аптекарский острова. Второй по ширине мост в Санкт-Петербурге (после Синего моста) и единственный мост в Петербурге, имеющий различный внешний вид с верховой и низовой сторон.

## Расположение
Расположен в истоке Карповки, образуя предмостную площадь Гренадерского моста, соединяя Петроградскую, Аптекарскую набережные, улицу Чапаева и набережную Карповки. Рядом с мостом расположен Ботанический сад БИН РАН.
Ниже по течению находится Петропавловский мост.
Ближайшая станция метрополитена — «Выборгская».

## Название
Название моста известно с 1798 года и происходит от Аптекарского огорода, существовавшего в XVIII веке на месте Ботанического сада.

## История
Деревянный мост для связи Аптекарского огорода с городом существовал здесь с 1737 года. Мост был трёхпролётный деревянный балочный и неоднократно ремонтировался. В 1889 году укреплены устои и дамба у моста, заменены прогоны. К 1903 году мост был деревянный подкосный, длина моста составляла 38 м, ширина — 11,3 м. В 1914 году произведён очередной ремонт моста. В 1946 году средний пролёт перекрыли металлическим пролётным строением. Деревянные перила заменили на металлические сварные решётки. Устои, опоры и верхнее строение моста оставались деревянными. Для повышения срока службы полотна проезжей части была использована технология укладки двухслойного асфальтобетона по деревянной дощатой плите. Длина моста составляла 26,6 м, ширина — 12,7 м.
В 1974—1975 годах, в связи с перестройкой Гренадерского моста, был построен существующий однопролётный железобетонный мост комбинированной системы (при этом площадь прежнего Аптекарского моста была увеличена почти в два раза). Авторы проекта — инженер «Ленгипроинжпроекта» Б. Б. Левин и архитекторы Л. А. Носков и П. А. Арешев. Строительство моста осуществляло СУ-1 треста «Ленмостострой» под руководством главного инженера Е. В. Лейкина и производителей работ П. В. Васильева, А. Н. Кулибина, Д. И. Крутова.

## Конструкция
Мост однопролётный железобетонный комбинированной системы. Пролётное строение со стороны Большой Невки представляет собой трёхшарнирную арку, фасад которого облицован гранитом. Длина этой части моста составляет 28,75 м. Пролётное строение моста со стороны Карповки представляет собой трёхшарнирную раму из унифицированных железобетонных блоков. Длина этой части – 22,3 м. Устои моста массивные железобетонные, на свайном основании, облицованы гранитом. Мост косой в плане, угол косины составляет 61°. Общая длина моста 22,3 м, ширина моста — 96 м.
Мост предназначен для движения автотранспорта, трамваев и пешеходов. Покрытие проезжей части и тротуаров — асфальтобетон. Тротуары отделены от проезжей части гранитным поребриком. Перильное ограждение со стороны Большой Невки аналогично ограждению Петроградской набережной и выполнено в виде чугунных решеток и гранитных тумб, а со стороны Карповки – чугунные решетки без тумб с рисунком решеток по типу Петроградской набережной.